# Kurt Müller (Politiker, 1924)

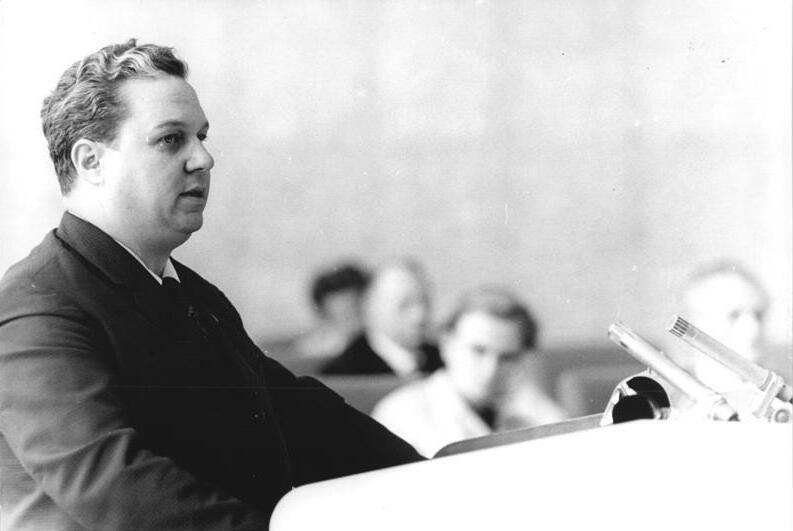
Kurt Müller (1969)

Kurt Müller (* 7. Dezember 1924 in Schönheide; † 10. August 2009 in Chemnitz) war ein deutscher Politiker (SED). Er war über ein Vierteljahrhundert lang Oberbürgermeister von Karl-Marx-Stadt.

## Leben und Wirken

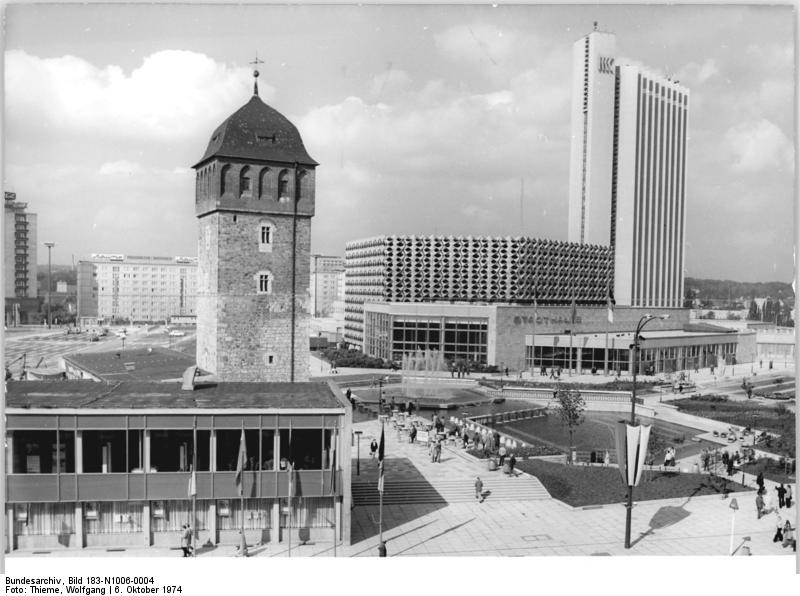
„Roter Turm“, Stadthalle und Interhotel (1974)

Müller besuchte die Volks- und Handelsschule. Von 1939 bis 1941 war er als Verwaltungsangestellter der Gemeinde Stützengrün im Erzgebirge tätig. 1942 wurde er zur Kriegsmarine eingezogen. Am Ende des Zweiten Weltkriegs geriet er 1945 in britische Kriegsgefangenschaft, die er in Wilhelmshaven verbrachte.
1946 kehrte er in seine Heimat zurück und wurde Kassenleiter der Gemeinde Unterstützengrün. Müller trat im selben Jahr der Sozialistischen Einheitspartei Deutschlands (SED) bei. Von 1946 bis 1948 war er Bürgermeister von Stützengrün und nahm am Bau der Talsperre Sosa teil. Ab 1948 für zwei Jahre als Sekretär des Kreises Aue tätig, wurde er 1950 Bürgermeister der Bergstadt Lößnitz Anschließend war Müller von 1952 bis 1954 Bürgermeister von Aue bzw. Vorsitzender des Rats des Kreises Aue. Zwischen 1955 und 1961 absolvierte er ein Fernstudium der Staatswissenschaften an der Parteihochschule „Karl Marx“ der SED. Von 1955 bis 1959 war er Erster Sekretär der SED-Kreisleitung Aue, 1960/61 Erster Sekretär der SED-Kreisleitung Freiberg. Von September 1961 bis Dezember 1986 amtierte er als Oberbürgermeister von Karl-Marx-Stadt. Er war Mitglied des Präsidiums des Deutschen Städte- und Gemeindetages der DDR. Während seiner Zeit als Oberbürgermeister absolvierte er zusätzlich von 1968 bis 1970 ein Sonderstudium an der Deutschen Akademie für Staats- und Rechtswissenschaft in Potsdam-Babelsberg.
In Müllers Amtszeit als Oberbürgermeister von Karl-Marx-Stadt wurde die Innenstadt als „sozialistisches Stadtzentrum“ wieder aufgebaut (u. a. Gebäude des Rats des Bezirks mit Karl-Marx-Monument, 1971; Stadthalle und Interhotel Kongress, 1974). Es entstanden zudem mehrere große Neubaugebiete: das Flemming-Gebiet (1963–1967), das Hans-Beimler-Gebiet (1967–1970), das Yorckgebiet (1970–1974) sowie das Heckert-Gebiet (ab 1974).
Sieben der noch heute intakten internationalen Städtepartnerschaften der Stadt Chemnitz kamen durch Müllers Initiative zustande: Tampere (1961), Ljubljana (1966), Timbuktu (1968), Ústí nad Labem (1970), Łódź (1974), Mülhausen (1981) und Manchester (1983).

## Ehrungen
- Vaterländischer Verdienstorden in Bronze (1968)[3] und in Gold (1984)[4]